# Altenburg (Misuri)
Altenburg es una ciudad ubicada en el condado de Perry en el estado estadounidense de Misuri. En el Censo de 2010 tenía una población de 352 habitantes y una densidad poblacional de 129,44 personas por km².

## Geografía
Altenburg se encuentra ubicada en las coordenadas 37°37′50″N 89°35′9″O / 37.63056, -89.58583. Según la Oficina del Censo de los Estados Unidos, Altenburg tiene una superficie total de 2.72 km², de la cual 2.72 km² corresponden a tierra firme y (0%) 0 km² es agua.

## Demografía
Según el censo de 2010, había 352 personas residiendo en Altenburg. La densidad de población era de 129,44 hab./km². De los 352 habitantes, Altenburg estaba compuesto por el 99.15% blancos, el 0.28% eran afroamericanos, el 0% eran amerindios, el 0% eran asiáticos, el 0% eran isleños del Pacífico, el 0% eran de otras razas y el 0.57% pertenecían a dos o más razas. Del total de la población el 0% eran hispanos o latinos de cualquier raza.